# Seznam švedskih dirigentov
Seznam švedskih dirigentov.

## A
- Hugo Alfvén

## B
- Ulf Björlin
- Herbert Blomstedt (1927—)

## D
- Thomas Dausgaard

## E
- Sixten Ehrling
- Eric Ericson (1918—2013)

## G
- Ludwig Göransson
- Julius Günther

## H
- Curt-Eric Holmquist

## J
- Sofi Jeannin (1976-)

## K
- Pe-der Karlsson
- Rasmus Krigström

## S
- Wilhelm Stenhammar